# مون سور مارشی‌ان
مون سور مارشی‌ان (به لاتین: Mont-sur-Marchienne) یک منطقهٔ مسکونی در بلژیک است که در شارلروآ واقع شده‌است. مون سور مارشی‌ان ۹٫۱۶ کیلومتر مربع مساحت و ۱۱٬۳۹۱ نفر جمعیت دارد.